# The Big Nine
The Big Nine: How the Tech Titans and Their Thinking Machines Could Warp Humanity är en fackbok utgiven 2019 av futuristen och författaren Amy Webb. Den är indelad i tre delar med sammanlagt åtta kapitel. Boken handlar om artificiell intelligens och om de nio företag som är stora inom området, nämligen Amazon, Google, Facebook, Tencent, Baidu, Alibaba, Microsoft, IBM och Apple. De sex amerikanska företagen kallar hon G-MAFIA och de tre kinesiska företagen kallar hon BAT. Webb målar även upp en potentiell dystopisk framtid där Kina är dominerande inom AI och är en supermakt.

## Bokens disposition
- Kapitel 1: Mind and Machine: A Very Brief History of AI
- Kapitel 2: The Insular World of Al's Tribes
- Kapitel 3: A Thousand Paper Cuts: Al's Unintended Consequences
- Kapitel 4: From Here to Artificial Superintelligence: The Warning Signs
- Kapitel 5: Thriving in the Third Age of Computing: The Optimistic Scenario
- Kapitel 6: Learning to Live with Millions of Paper Cuts: The Pragmatic Scenario
- Kapitel 7: The Rengong Zhineng Dynasty: The Catastrophic Scenario
- Kapitel 8: Pebbles and Boulders: How to Fix Al's Future

## Mottagande
Affärstidningen Financial Times hyllade boken och skrev att Webb ger läsaren en tydlig och förståelig bild av kraften samt potentialen av artificiell intelligens.

## Utgåva
- 2019 – Webb, Amy (på engelska). The Big Nine: How the Tech Titans and Their Thinking Machines Could Warp Humanity. New York, USA: PublicAffairs. Libris dn8zw622bqnbhzd6. ISBN 9781541773752